# ولاية سوكري
ولاية سوكري : هي أحد ولايات فنزويلا ال23. عاصمتها كومانا. تبلغ مساحة الولاية 11،800 كم وفي 2011 بلغ عدد سكان الولاية 896،921.